# Hans Fickenscher
Hans Fickenscher (* 4. Juni 1911 in Schwarzenbach an der Saale) war ein deutscher Fußballspieler, der für den FC Bayern München aktiv war.

## Karriere
1928 gehörte er zu den Gründungsmitgliedern des Fußballclubs 1. FC Schwarzenbach/Saale.
Er kam am 28. August 1938 in der 1. Schlussrunde beim 7:0-Sieg über Union Böckingen und am 11. September 1938 in der 2. Schlussrunde bei der 1:2-Niederlage beim VfR Mannheim im Tschammerpokal zum Einsatz. Am 12. Februar 1939 wurde er beim 3:2-Sieg des FC Bayern gegen die TSV 1860 in der Gauliga eingesetzt.
Anschließend war er als Obergefreiter, eingesetzt in der 3. Kompanie des Luftnachrichten-Regiments Legion Condor, in einer Kompaniemannschaft aktiv und spielte ab 1940 in der sogenannten Pariser Soldatenelf. Auch bei den Winterhilfsspielen im September 1942 spielte er noch, u. a. mit  Werner Günther, Hans Bornemann und Willi Billmann, in der Soldatenelf. Im Juni 1942 hatte er mit dem FC Bayern 2:1 gegen die SpVG Fürth gewonnen.